# Austrolimnophila (Austrolimnophila) obliquata
Austrolimnophila (Austrolimnophila) obliquata is een tweevleugelige uit de familie steltmuggen (Limoniidae). De soort komt voor in het Australaziatisch gebied.